# جائزة إسبانيا الكبرى 2000
جائزة إسبانيا الكبرى 2000 (بالإنجليزية: 2000 Spanish Grand Prix)‏ هو سباق فورمولا 1 أقيم بتاريخ 7 مايو 2000 في حلبة دي كاتلونيا، مونتميلو، كتالونيا، إسبانيا. كان الخامس من أصل 17 في بطولة العالم لسباقات الفورمولا واحد موسم 2000. حلّ الفنلندي ميكا هاكينن أولا بينما جاء البريطاني ديفيد كولتهارد في المركز الثاني وحصل على المركز الثالث البرازيلي روبنز باركيلو.